# La Singularidad está cerca
La Singularidad está cerca. Cuando los humanos transcendamos la biología es la versión en español del libro de Raymond Kurzweil The Singularity is near. When humans transcend biology. Esta obra versa sobre el concepto de singularidad tecnológica, evento que el autor prevé para el año 2045, y el impacto que este hecho tendrá sobre la humanidad.

## Tesis principal
La tesis principal del libro es que el crecimiento de las tecnologías de la información no es lineal, sino exponencial. Esto permite que las tecnologías de la información se adentren en terrenos cada vez más amplios de la ciencia, como por ejemplo la biología o la neurociencia. Eventualmente las tecnologías de la información coparán todo el espectro tecnológico y científico humano, lo cual producirá una explosión de inteligencia a la que llamamos Singularidad tecnológica.

## Conceptos fundamentales

### Singularidad tecnológica
El concepto de singularidad proviene del campo de la matemática y de la física, y define un momento más allá del cual no es posible predecir mediante las leyes naturales el orden existente de cosas. Debido al crecimiento exponencial de las tecnologías de la información podemos predecir que en el futuro tendrá lugar una Singularidad tecnológica en el que el crecimiento tecnológico será tan rápido y tan profundo que nos es imposible predecir cuáles serán sus consecuencias. El autor sitúa este acontecimiento en el año 2045.

### Ley de los rendimientos acelerados
El crecimiento exponencial de la tecnología se explica por la ley de los rendimientos acelerados. Según esta ley, la información contenida en el universo se organiza mediante patrones cuya complejidad va en aumento. Este aumento en la complejidad de los patrones también produce una mayor eficiencia de los mismos, lo que a su vez acelera la creación de nuevos patrones cada vez más complejos y poderosos. Por tanto, la Singularidad tecnológica es una consecuencia de la aceleración en la aparición de los nuevos patrones.

### GNR
Este concepto responde a las siglas Genética, Nanotecnología y Robótica. El crecimiento exponencial en el desarrollo de estas tres ramas de la ciencia y de la tecnología es el vehículo que conducirá al ser humano hasta la Singularidad. Mediante la genética y la medicina regenerativa, el ser humano será capaz de superar sus condicionamientos biológicos tales como el envejecimiento y la limitación de sus capacidades intelectuales. Mediante la nanotecnología el ser humano será capaz de manipular la materia átomo a átomo y crear así un horizonte de abundancia material capaz de cubrir todas las necesidades de la humanidad. Por último, el desarrollo de la robótica desembocará en la creación de inteligencia artificial fuerte, es decir, inteligencia artificial de nivel humano. Esta inteligencia permitirá continuar con la aceleración del desarrollo tecnológico y la fusión entre ser humano y máquina, lo cual permitirá que el sustrato humano deje de ser biológico y pase a ser tecnológico.

## Ediciones
- Original en inglés: Ray Kurzweil, The Singularity is Near: When Humans Transcend Biology, New York, Penguin 2005, ISBN 978-0-14-303788-0.
- Traducción al español: Ray Kurzweil, La Singularidad está cerca. Cuando los humanos transcendamos la biología, Berlín, Lola Books 2012, ISBN 978-3-944203-01-0.